# Habsburger-Kannibalismus
Der Begriff Habsburger-Kannibalismus geht auf den ehemaligen SPÖ-Abgeordneten Günther Nenning zurück. Mit „Monarchenfresser“ ist die in Republiksverteidigungssachen überschießende Energie der bis 1918 äußerst monarchiefreundlichen Sozialdemokratie und Linke im Österreich der Ersten und Zweiten Republik gemeint.
Als Höhepunkt des Habsburger-Kannibalismus wird heute neben den Enteignungsgesetzen von 1919 der Konflikt um die Einreise Otto Habsburgs nach Österreich im Jahre 1961 angesehen. Leicht befremdlich erscheint heute, dass die SPÖ ab 1964 auch Streiks gegen Habsburg organisierte. 1964 wurden 283.000 Streikstunden gegen die Wiedereinreise Otto Habsburgs abgehalten, 1965 gar 3,3 Millionen Stunden und 1966 nochmals 570.000 Stunden. Allein zum Protestmarsch gegen die erste Einreise des Habsburgers im Herbst 1966 – die Visite dauerte nur wenige Stunden – brachten die SPÖ-Betriebsräte 101.439 Arbeiter und Angestellte auf die Straße.
Erst als der sozialistische Bundeskanzler Bruno Kreisky 1972 dem Kaisersohn Otto Habsburg beim 50-Jahre-Jubiläum der Paneuropa-Union in Wien demonstrativ die Hand schüttelte, begann sich das Geschichtsbewusstsein langsam zu entkrampfen. Als letztes Aufflackern des Habsburger-Kannibalismus gilt das Wettern von Teilen der SPÖ, da vor allem des Klubobmanns Josef Cap, gegen die Zulassung der Habsburger zur Kandidatur zum österreichischen Bundespräsidenten im Jahr 2010 und 2011. Selbst beim Begräbnis von Otto Habsburg im Juli 2011 wurde noch bei einigen Zeitungsartikeln zu diesbezüglichen Stimmen als Motiv Habsburger-Kannibalismus angeführt.
Heute wird oft als Erklärung dazu angeführt, dass das kleine neutrale Österreich im Zentrum des Kalten Krieges durch unnötige Handlungen Reaktionen der Habsburger-ängstlichen kommunistischen Zone bzw. Sowjetunion vermeiden wollte.